# Gamleborg

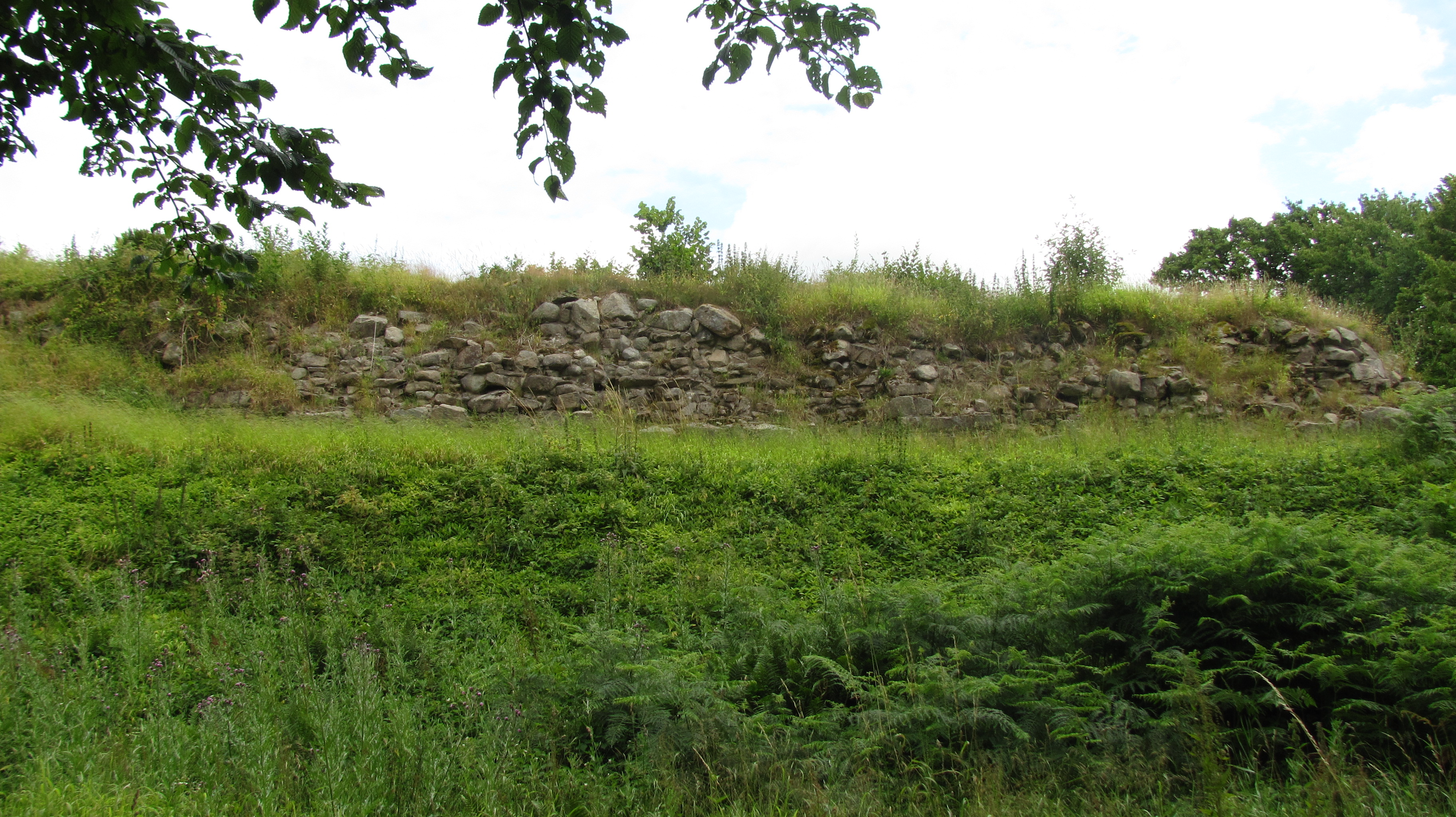
Kamenná zeď pevnosti Gamleborg

Gamleborg, také známý jako Gamleborská vikingská pevnost byla první fortifikace vybudovaná na ostrově Bornholm. Byla postavena kolem roku 750 a během vikingské éry (750–1050) a raného středověku (1050–1150) byla pevnost sídlem bornholmských králů. Masivní pevnost je od severu k jihu dlouhá 264 metrů a od východu k západu je široká 110 metrů s branami na severu a jihozápadě. Kolem roku 1100 byly provedeny významné stavební úpravy a pevnost byla posílena. Brzy poté však byla opuštěna a lidé se přesunuli na nedaleký Lilleborg.

## Historie
Pevnost Gamleborg je na ostrově Bornholm nejstarší obrannou stavbou. Stavitel není znám, ale zpráva o putování Wulfstana z Hedeby k Baltskému moři z roku 890 zmiňuje, že v té době měl Bornholm již svého vlastního krále. Archeologické doklady o používání pevnosti pochází z doby vlády Haralda Modrozuba (940–986) a Knuta IV. Dánského (1080–1086). V 10. století byl Gamleborg používán jako útočiště před vikingskými nájezdy. Gamleborg byl opuštěn v roce 1150 a jeho obyvatelé se přestěhovali do Lilleborgu, který se nachází pouhých 700 m od této pevnosti. Není známo, proč k tomuto přesunu došlo, ale podle dochovaných stop to nevypadá, že by bylo důvodem dobytí lokality. Podle výkopů provedených v 50. letech 20. století byl původ pevnosti datován do vikingské éry, přestože existují doklady o tom, že byla lokalita v době železné používána jako útočiště. Dochované pozůstatky fortifikace jsou především dokladem stavebních úprav z roku 1100.

## Architektura

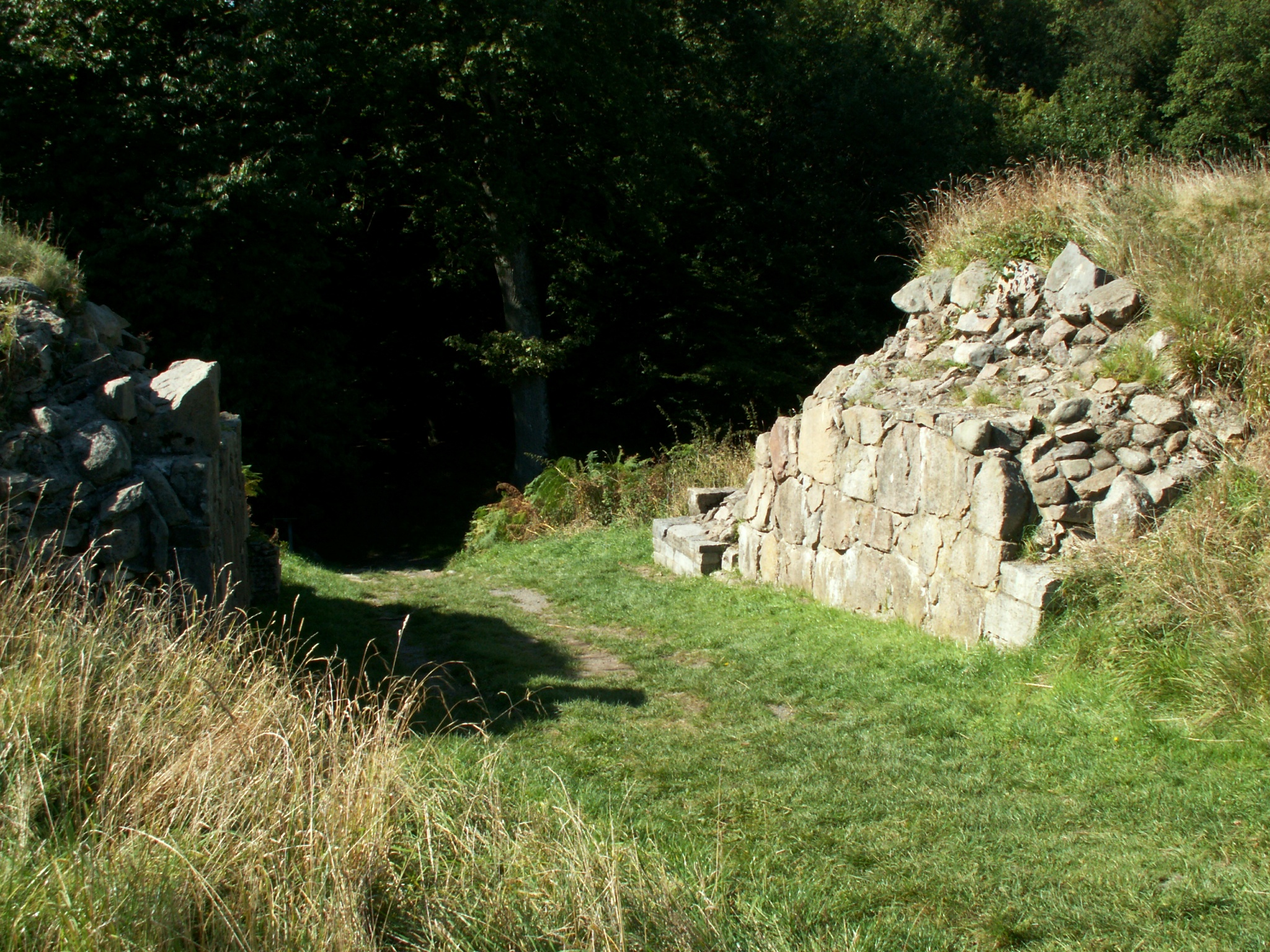
Pozůstatky vstupní brány

Pevnost se rozkládá na 27 hektarech. Část zdi, postavená z kamenů spojených hlínou je stále v dobrém stavu a vhledem k jejímu stáří je půdorys pevnosti stále pozoruhodně jasný. Kromě zdi byla pevnost chráněna i vodním příkopem a hradební zdí, která byla na jižní a severní straně vyšší, dosahovala přibližně 6 m výšky.
Obranu pevnosti nejdříve zajištovaly velké valy postavené z balvanů zpevněných zeminou a hlínou. Původně byly brány na severu a na jihu, které byly dostatečně chráněny systémem vnějších valů a příkopů. V pevnosti bylo několik obytných budov a skladišť. Mimo starý západní val bylo místo opevněno pevnou kamennou zdí dlouhou 275 m, širokou 2 m a vysokou 6 m. Severní brána byla výrazně rozšířena a v severozápadním rohu valu stála pravděpodobně strážní věž. Stará jižní brána byla později zazděna a nahrazena vchodem v jihozápadním rohu.

## Krajina
Pevnost byla postavena na kopci nacházejícím se téměř uprostřed ostrova a byla součástí almindingenského lesa. Leží v blízkosti silnice spojující největší bornholmské město Rønne a malé městečko na východním pobřeží Svaneke. Místo je přirozeně chráněno útesy, zejména na jižní straně, které dosahují výšky až 20 m. Vodní nádrže, které se nachází na severozápadní straně, byly pro pevnost hlavním zdrojem vody.